# Svitavské jezero
Svitavské jezero (chorvatsky Svitavsko jezero) je jezero, které se nachází v jižní Bosně a Hercegovině, u hranice s Chorvatskem. Ve své současné podobě vzniklo v roce 1979 v souvislosti s výstavbou vodní elektrárny Čapljina. Dříve zde existovalo menší jezero, jehož hladina byla zvýšena v souvislosti právě s vodním dílem. Svůj název má podle nedaleké vesnice Svitava.
Jezero se nachází na území přírodní rezervace Hutovo Blato.